# Campo de Montiel (Albacete)

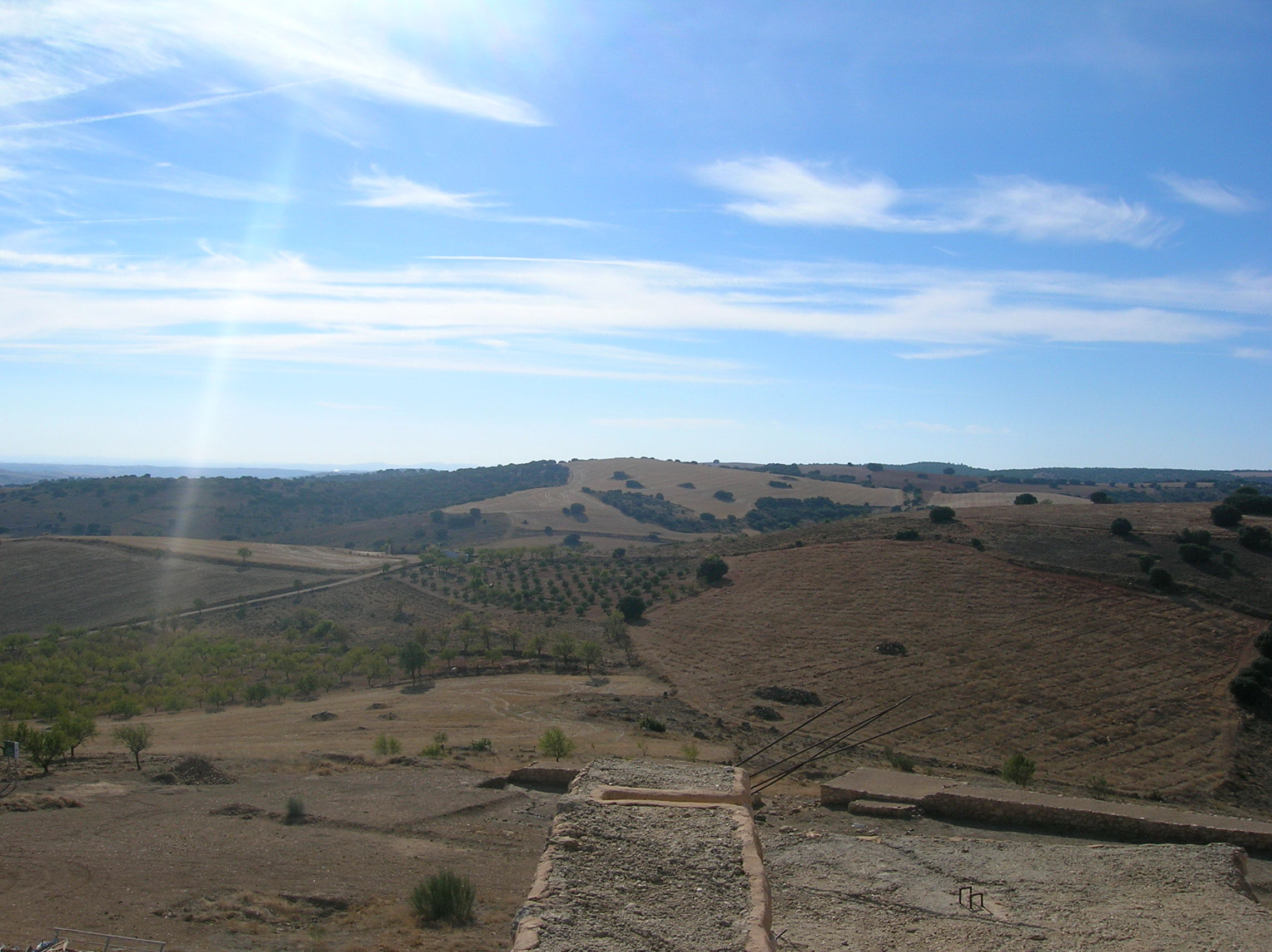
Paisaje típico del Campo de Montiel: Suaves cerros, frondosos valles y tierras coloreadas (alrededores de Lezuza, Albacete).

El Campo de Montiel de Albacete comprende el Este de la altiplanicie del Campo de Montiel, meseta enclavada al Sur de la llanura de La Mancha (España) y dividida entre las provincias de Ciudad Real y Albacete. La parte albaceteña comprende los municipios de: Balazote (65,15 km²), El Ballestero (138,69 km²), El Bonillo (502,67 km²), La Herrera (63,4 km²), Lezuza (360,9 km²), Munera (229,43 km²), Ossa de Montiel (243,5 km²), Povedilla (49,43 km²) y Viveros (65,37 km²). Municipios como Munera y Alcaraz sólo tienen parte de su término municipal dentro de la comarca geográfica.
En cuanto a la comarca del Campo de Montiel histórico, sólo el municipio de Ossa de Montiel perteneció a tal territorio formado y gobernado por la Orden de Santiago. El resto de villas pertenecían al Alfoz de Alcaraz. Los litigios entre la Mesa Maestral de Santiago y los intereses de la ciudad libre de Alcaraz fueron constantes por ampliar y asegurar sus dominios en la frontera entre ambas demarcaciones desde su reconquista a mediados del siglo XIII. Ejemplo de ello fue el recurrente enfrentamiento por Villanueva de la Fuente, en Ciudad Real.
En la actualidad, la totalidad del Campo de Montiel albaceteño se halla integrado dentro de la moderna mancomunidad de la Sierra de Alcaraz y Campo de Montiel. Los municipios más poblados dentro del Campo de Montiel albaceteño son Munera (3.643 hab., INE 2015) y El Bonillo (2.915 hab., INE 2015).

## Población y extensión
- 14.489 habitantes (INE 2015). Una extensión de 1.718,54 km², lo que representa una densidad demográfica de 8,43 habitantes por km².